# 何安妮
何安妮，BBS，MH，JP（1944年-2023年—），曾任香港大埔區區議員，在2003年區議會選舉獲得前行政長官董建華委任。她是香港自由黨創黨成員。
2023年2月，安妮因病與世長辭，終年79歲。
她於1997年6月13日起獲委任為非官守太平紳士，1998年獲授榮譽勛章，並於2003年獲授銅紫荊星章。她也曾擔任香港房屋委員會委員。

## 榮譽
- 2003年 銅紫荊星章